# Setrill antidegoteig

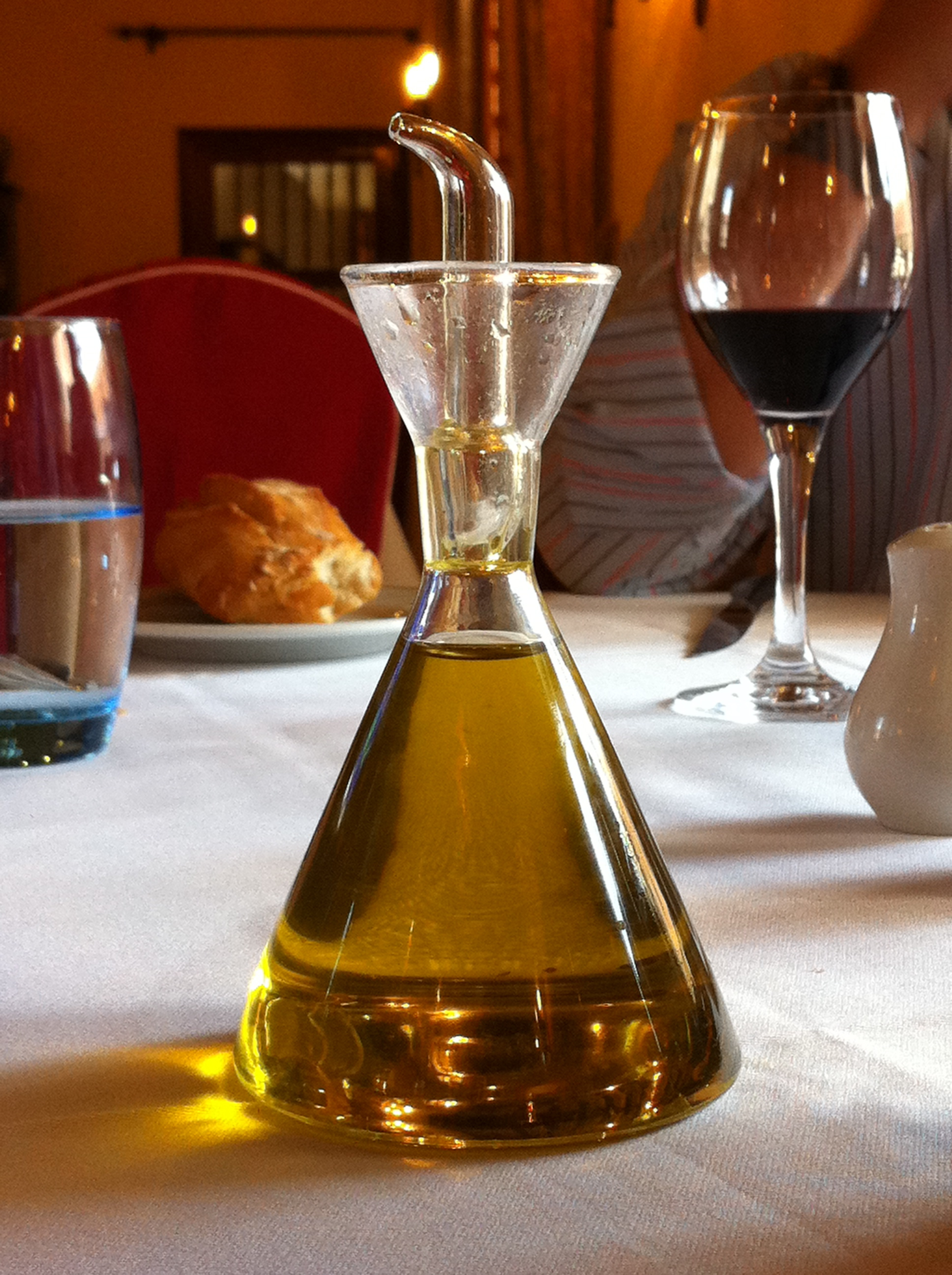
Model de setrill antidegoteig

Un setrill antidegoteig o setrill Marquina és un recipient principalment destinat a ser emprat com setrill d'oli d'oliva i de vinagre, que no goteja ni embruta, amb la peça clau: el «Broc corb» que rep el nom palíndrom.
El disseny permet dosificar el líquid i consta d'un vidre transparent, cònic, que permet alhora recollir les gotes d'oli que cauen del broc i l'entrada d'aire en el recipient.
Va ser inventat el 1961 per Rafael Marquina i Audouard constituint un disseny emblemàtic que ha estat objecte de nombroses còpies a nivell mundial. Per aquest disseny entre d'altres, Rafael Marquina va rebre La creu de Sant Jordi el 2012.